# Dariusz Pankowski
Dariusz Andrzej Pankowski (ur. 30 maja 1945 w Trębaczewie k. Nowego Miasta nad Pilicą, zm. 18 czerwca 2023 w Warszawie) – polski wokalista rhythm and bluesowy i rockowy, grający na harmonijce ustnej. Jeden z prekursorów warszawskiego big beatu. W późniejszych latach pracował w wyuczonym zawodzie geodety.

## Życiorys
Pod koniec lat 40. przeniósł się z rodzicami do Warszawy. Miał dwoje rodzeństwa: siostrę Jolantę (ur. 1948) i brata Krzysztofa (ur. 1956). Absolwent stołecznego VI Liceum Ogólnokształcące im. Tadeusza Reytana (zdał maturę w 1962 roku). Studiował na Wydziale Geodezji i Kartografii Politechniki Warszawskiej. W początkach lat 60. (razem z Pawłem Brodowskim) uczestniczył w letnich obozach szkolnych na Helu, gdzie powstawały pierwsze zalążki warszawskiego big beatu. Tamże muzykował z gitarzystami, którymi byli: Lucjan Mielczarek, Marek Zarzycki i Piotr Raczew. Zaś do chórków przyłączali się: Roman Rafalski, Stanisław Lewikowski, Jerzy Zelnik i inni. Wraz z nimi brał także udział w tzw. fajfach w Domu Zdrojowym w Jastarni. 
Następnie był wokalistą zespołu Impulsy, który latem 1965 połączył się z grupą Chochoły i do której dołączył wraz z gitarzystą Aleksandrem Wołodarskim i organistą Marianem Zimińskim. Z poprzedniego składu pozostali: Tomasz Jaśkiewicz (gitara rytmiczna), Paweł Brodowski (gitara basowa) i Tomasz Butowtt (perkusja). W tym okresie Chochoły zmieniły swe muzyczne oblicze i przeistoczyły się w formację rhythm and bluesową, z towarzyszeniem której wokalista śpiewał utwory z rep. The Rolling Stones (m.in. Oh, Carol, Can I Get a Witness, Route 66, Walking the Dog, I’m a King Bee, I Just Want to Make Love to You), a więc repertuar jeszcze z czasów działalności Impulsów. A wkrótce także utwory z rep. The Animals (m.in. Boom Boom i I’m Crying). 
Zespół wykonywał również własne utwory, utrzymane w tej samej konwencji. Ich autorem był Marian Zimiński, zaś teksty do nich napisał poeta Stanisław Szydłowski. W maju 1966 roku nakładem wytwórni Pronit ukazały się dwie płyty czwórki z nagraniami zarejestrowanymi przez zespół na początku roku, a były to piosenki: Kocham ją, Zaimki, Nowa gra, Uwierz mi i Naście lat, Szpilki, Amor a kysz, Nadążyć chcę. Naście lat uplasowało się na I miejscu Listy Przebojów Rozgłośni Harcerskiej, którą wówczas prowadził Jacek Bromski, zaś po latach utwór ten stał się hymnem dinozaurów spod znaku warszawskiego rock and rolla.
W lutym 1966 roku, wraz z Chochołami zajął I miejsce w warszawskim półfinale Wiosennego Festiwalu Muzyki Nastolatków, który odbył się w Sali Kongresowej. Z niewiadomych przyczyn półfinał powtórzono jeszcze raz w czerwcu, w Hali Gwardii, gdzie zespół nie przeszedł do finału, a I miejsce zajęły Dzikusy, w lutowym półfinale zajmujące II miejsce, tuż za Chochołami, które wystąpiły w niefortunnym dla zespołu momencie, gdyż kilka tygodni wcześniej odszedł A. Wołodarski, który skończył studia i przygotowywał się do emigracji do Szwecji, zaś frontman był chory, przez co występ zespołu nie wypadł zbyt dobrze.
Wraz z rozpadem Chochołów z końcem lata 1966 roku, skończyła się jego rola wokalisty rockowego. Pracował w Państwowym Przedsiębiorstwie Geodezyjnym, w Warszawie oraz w Częstochowie przy budowie huty, a także w Czechosłowacji przy budowie elektrowni, oraz w Anglii i Libii. Niemniej jednak nie rozstał się całkowicie z muzyką i przez wiele lat śpiewał w męskim chórze Harfa.
Zmarł po długiej chorobie 18 czerwca 2023 roku w Warszawie. Pogrzeb odbył się 22 czerwca tegoż roku. Urna z prochami została złożona na Cmentarzu Wilanowskim.

## Życie prywatne
Z żoną Grażyną (zm. w 2021) miał dwie córki: Magdalenę i Martynę (wraz z mężem Bertrandem Jasińskim prowadzi Kuźnię Kulturalną w Wilanowie), i sześcioro wnuków.

## Dyskografia[3][5]

### Czwórki
- Kocham ją (EP N-0411 Muza, 05.1966)
- Kocham ją / Zaimki / Nowa gra / Uwierz mi

- Naście lat (EP N-0411 Muza, 05.1966)
- Naście lat / Szpilki / Amor a kysz / Nadążyć chcę

### Pocztówki dźwiękowe
- Naście lat (PD R-0023 Ruch, 05.1966)
- Naście lat

### Kompilacje[5]
- Popołudnie z młodością vol.9 (CD Alcom ALCD009, 1991)
- Czy nas jeszcze pamiętacie? (1) (MC MC0133/WCD016 Wifon, ?)
- Mega Hity lat 60. (CD Muza PNCD 425, 1998)
- Miłość ze szkolnej ławki (CD Muza PNCD 1224, 2008)
- Warszawski Rock and Roll (Muza PNCD 1262, 2009)
- Gwiazdy polskiego big beatu: Chochoły (CD Muza PNCD 1467, 2013)

### Nagrania radiowe[3]
- 1966: Amor a kysz (voc. D. Pankowski), Naście lat (voc. D. Pankowski) Szpilki (voc. D. Pankowski), Wstaje dzień (voc. D. Pankowski), Pogoń za osłem (instr.), Uwierz mi (voc. D. Pankowski), Nadążyć chcę (voc. Chochoły)